# Norbert Klaar
Norbert Klaar (ur. 12 października 1954 w Wittenberge) – niemiecki strzelec sportowy. Złoty medalista olimpijski z Montrealu.
Reprezentował barwy Niemieckiej Republiki Demokratycznej. Specjalizował się w strzelaniu pistoletowym. Zawody w 1976 były jego jedynymi igrzyskami olimpijskimi, triumfował w pistolecie szybkostrzelnym na dystansie 25 metrów. W dorobku ma w tej konkurencji tytuł wicemistrza Europy juniorów w 1974 oraz medale mistrzostw NRD (złoto w 1979, srebro w 1980 i brąz w 1976).